# Brysselspets

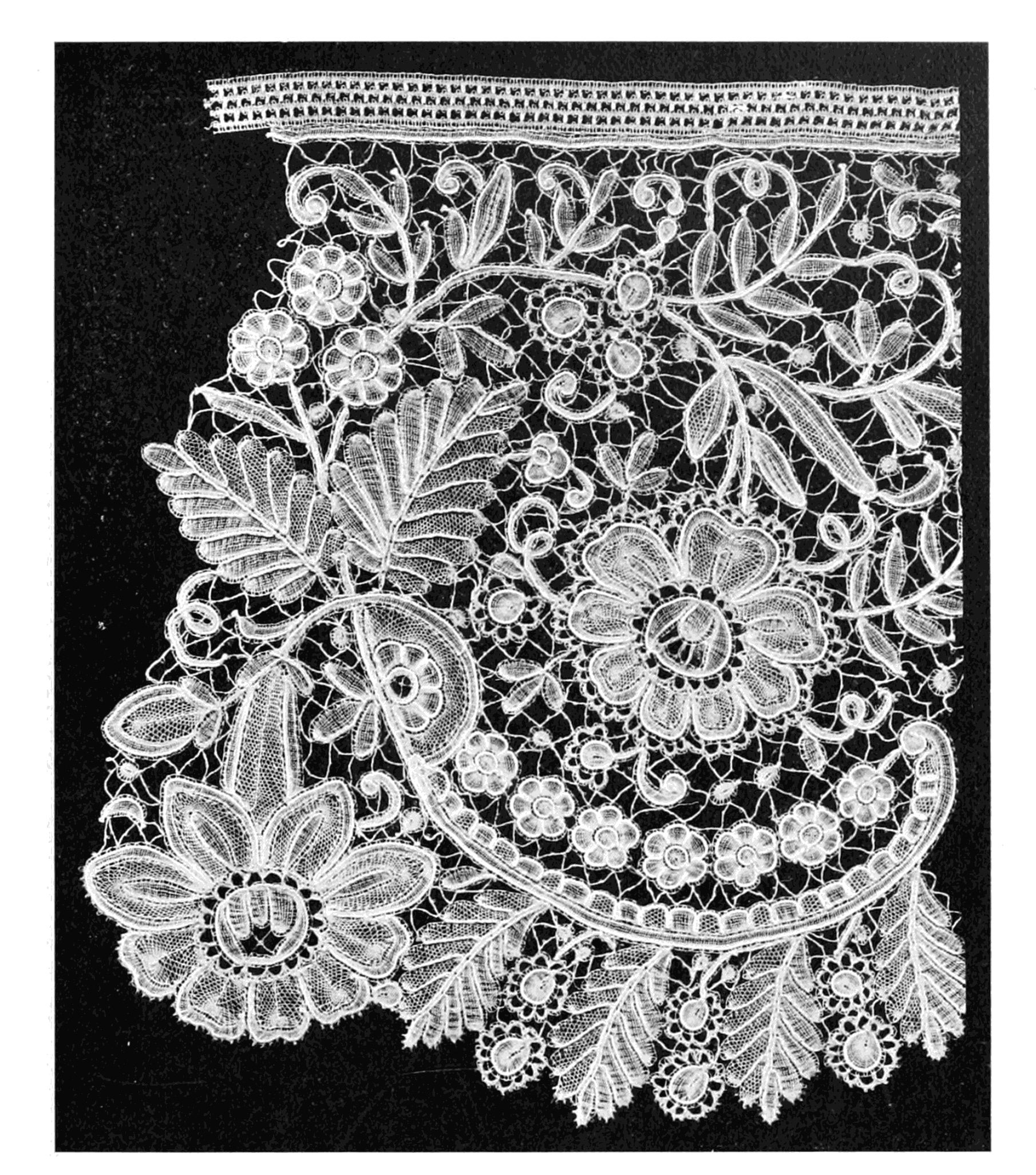
Detalj av Brysselspets

Brysselspets är en sydd eller knypplad spets med ursprung i Bryssel och omgivande trakter. En lokal stiltradition har utvecklats i området, men den har varierat mycket över tid och omfattat många olika spetsvarianter.
Brysselspets är uppkallad efter den belgiska huvudstaden Bryssel, där en storindustri för tillverkning av spets växte fram redan under andra hälften av 1500-talet, den äldsta bevarade daterade spetsen härrör från 1599. De äldsta brysselspetsarna var oftast ganska grova och innehöll oftast mönster av människofigurer, ett bruk som höll i sig länge. Under barocken gjordes brysselspetsarna i småknittriga, oklara mönster, där emot en botten av picotkantade "bryggor" de för brysselspetsar typiska smala knypplade linnebandslingorna bildade mönster med ögle- eller rosettformiga detaljer. Ibland bilades hela brysselspetsen av dessa band. I förenklade former lever dessa spetstyper kvar i slaviska och tyska allmogespesar. Senare gjorde brysselspetsar oftast av dessa linneband mot varierande nätbottnar, varvid mönstren blev klarare. Under denna period blev reliefmönster ovanligare. Det tekniska kunnandet ökade betydligt, och omkring 1700 stod brysselspetsarna på sin höjdpunkt. Det ringlande bandet blev allt smalare och sirligare och försvann slutligen helt.
Tekniken var varierande, spetarnas stora dimensioner är oftast påfallande, särskilt spetsar tillverkade för kyrkligt bruk. Eter mitten av 1700-talet började reliefen bli populärare och spetsen tätare. Brysselspetsarna, som nu oftast var knypplade imiterade nu tydligt sydd spets. Franskt inflytande tilltog. Under Ludig XVI-perioden blev brysselspetsarna lättare och tunnare med starkt inflytande från alençonspetsarna. Brysselspetsar kallades under 1700-talet ofta Points d'Angleterre, med vilket man idag avser brysselspetsar av rokokotyp.
Under slutet av 1700-talet förenklas brysselspetsen i det att mönstret förlorade betydelse och till förmån för spetsnätet. Det ledde fram till application de Bruxelles där spetsmönstret knypplades för sig i långa band på vilka de för sig knypplade ornamenten fästes. I början av 1800-talet började det knypplade nätet ersättas av maskingjord tyll. En modern brysselspets är Point duchesse som började tillverkas i slutet av 1800-talet.